# آناستاسیو گرسیانو
آناستاسیو گرسیانو (اسپانیایی: Anastasio Greciano‎؛ زادهٔ ۶ ژانویهٔ ۱۹۵۲) دوچرخه‌سوار اهل اسپانیا است. وی در مسابقات تور دو فرانس شرکت کرده است.